# Liste der Orte im Landkreis Oberspreewald-Lausitz

Wappen des Kreises

Diese Liste enthält Siedlungen und Orte des Landkreises Oberspreewald-Lausitz in Brandenburg. Zusätzlich angegeben sind – falls vorhanden – der sorbische Name, die Art der Gemeinde sowie die Gemeindezugehörigkeit. Durch Klicken auf das quadratische Symbol in der Titelzeile kann die Liste nach den einzelnen Parametern sortiert werden.
Grundlage für die Angaben sind die beim Online-Dienstleistungsportal des Landes Brandenburg abrufbaren Daten (Stand. 1. April 2020). 250 Siedlungen sind in dieser Liste aufgenommen. Nicht aufgeführt sind durch Braunkohletagebaue devastierte Siedlungen wie beispielsweise Sauo und Rauno, Wüstungen wie Nossedil und ehemalige Siedlungen wie Jüttendorf, die keine eigenständigen Siedlungen mehr darstellen. Siedlungen sind mit ihren heutigen Ortsnamen geführt, so ist Zschornegosda unter Schwarzheide-West geführt und Dolsthaida als Lauchhammer-Süd.
In der Spalte Sorbischer Name ist der offiziell im Land Brandenburg geführte sorbische Name genannt.

## Liste
| Ortsname              | sorbischer Name    | Art          | übergeordnete Einheit       |
| --------------------- | ------------------ | ------------ | --------------------------- |
| Allmosen              | nicht offiziell    | Ortsteil     | Großräschen                 |
| Altdöbern             | nicht offiziell    | Gemeinde     | Amt Altdöbern Altdöbern     |
| Alte Försterei        | nicht offiziell    | Wohnplatz    | Amt Altdöbern Luckaitztal   |
| Alte Mühle            | nicht offiziell    | Wohnplatz    | Amt Altdöbern Luckaitztal   |
| Alte Windmühle        | Stary Wětšnik      | Wohnplatz    | Vetschau/Spreewald          |
| Alte Ziegelei         | Stara Cyglownja    | Wohnplatz    | Calau                       |
| Altemühle             | Stary Młyn         | Wohnplatz    | Calau                       |
| Altnau                | Hołtna             | Wohnplatz    | Calau                       |
| Altstadt              | Stare Město        | Wohnplatz    | Vetschau/Spreewald          |
| Amandusdorf           | nicht offiziell    | Wohnplatz    | Amt Altdöbern Bronkow       |
| Anhalter Kolonie      | nicht offiziell    | Wohnplatz    | Großräschen                 |
| Annahütte             | nicht offiziell    | Ortsteil     | Schipkau                    |
| Arnsdorf              | nicht offiziell    | Gemeindeteil | Amt Ruhland Ruhland         |
| Ausbau                | nicht offiziell    | Wohnplatz    | Amt Altdöbern Luckaitztal   |
| Bahnsdorf             | Bobošojce          | Ortsteil     | Amt Altdöbern Neu-Seeland   |
| Bärhaus               | nicht offiziell    | Wohnplatz    | Lauchhammer                 |
| Barranmühle           | nicht offiziell    | Wohnplatz    | Schipkau                    |
| Barzig                | nicht offiziell    | Ortsteil     | Großräschen                 |
| Bathow                | Batowk             | Gemeindeteil | Calau                       |
| Belten                | Běłośin            | Gemeindeteil | Vetschau/Spreewald          |
| Bergmühle             | Górski Młyn        | Wohnplatz    | Amt Altdöbern Neu-Seeland   |
| Biehlen               | nicht offiziell    | Gemeindeteil | Amt Ruhland Schwarzbach     |
| Bischdorf             | Wótšowc            | Ortsteil     | Lübbenau/Spreewald          |
| Boblitz               | Bobolce            | Ortsteil     | Lübbenau/Spreewald          |
| Bohnenmühle           | nicht offiziell    | Wohnplatz    | Amt Altdöbern Luckaitztal   |
| Brandtemühle          | Brandtowy Młyn     | Wohnplatz    | Vetschau/Spreewald          |
| Briesen               | Brjaze             | Wohnplatz    | Vetschau/Spreewald          |
| Bolschwitz            | Bólašojce          | Ortsteil     | Calau                       |
| Brieske               | Brjazki            | Ortsteil     | Senftenberg                 |
| Brieske Dorf          | Brjazki Wjas       | Wohnplatz    | Senftenberg                 |
| Bronkow               | nicht offiziell    | Gemeinde     | Amt Altdöbern Bronkow       |
| Buchwäldchen          | nicht offiziell    | Ortsteil     | Amt Altdöbern Luckaitztal   |
| Buchwalde             | Bukojna            | Wohnplatz    | Senftenberg                 |
| Buckow                | Bukow              | Ortsteil     | Calau                       |
| Bulldorf              | nicht offiziell    | Wohnplatz    | Großräschen                 |
| Burkersdorf           | nicht offiziell    | Wohnplatz    | Amt Ortrand Ortrand         |
| Cabel                 | Kobłej             | Gemeindeteil | Calau                       |
| Calau                 | Kalawa             | Stadt        | Calau                       |
| Chausseehaus          | nicht offiziell    | Wohnplatz    | Großräschen                 |
| Chransdorf            | nicht offiziell    | Gemeindeteil | Amt Altdöbern Altdöbern     |
| Craupe                | Kšupow             | Ortsteil     | Calau                       |
| Die Ausbauten         | nicht offiziell    | Wohnplatz    | Großräschen                 |
| Dolzke                | Dolck              | Wohnplatz    | Lübbenau/Spreewald          |
| Dörrwalde             | nicht offiziell    | Ortsteil     | Großräschen                 |
| Dörrwolf              | Lambownja          | Wohnplatz    | Amt Altdöbern Neu-Seeland   |
| Drochow               | nicht offiziell    | Ortsteil     | Schipkau                    |
| Dubkowmühle           | Dubkowy Młyn       | Wohnplatz    | Lübbenau/Spreewald          |
| Dubrau                | Dubrawa            | Wohnplatz    | Vetschau/Spreewald          |
| Eiche                 | Duby               | Wohnplatz    | Lübbenau/Spreewald          |
| Eisdorf               | Stańšojce          | Gemeindeteil | Lübbenau/Spreewald          |
| Erlenau               | Wólšyna            | Wohnplatz    | Calau                       |
| Erpitz                | Śerpšow            | Wohnplatz    | Calau                       |
| Fleißdorf             | Długi              | Gemeindeteil | Vetschau/Spreewald          |
| Forsthaus Lipten      | nicht offiziell    | Wohnplatz    | Amt Altdöbern Bronkow       |
| Frauendorf            | nicht offiziell    | Gemeinde     | Amt Ortrand Frauendorf      |
| Frauwalde             | nicht offiziell    | Gemeindeteil | Amt Ortrand Großkmehlen     |
| Freienhufen           | nicht offiziell    | Ortsteil     | Großräschen                 |
| Friedrichsfeld        | Frycowe Pólo       | Wohnplatz    | Calau                       |
| Fuchsmühle            | nicht offiziell    | Wohnplatz    | Amt Altdöbern Luckaitztal   |
| Gahlen                | Gołyń              | Gemeindeteil | Vetschau/Spreewald          |
| Gattigmühle           | nicht offiziell    | Wohnplatz    | Amt Altdöbern Altdöbern     |
| Geisendorf            | Gižkojce           | Wohnplatz    | Amt Altdöbern Neupetershain |
| Gielow                | nicht offiziell    | Wohnplatz    | Amt Altdöbern Luckaitztal   |
| Gollmitz              | Chańc              | Ortsteil     | Calau                       |
| Göritz                | Chórice            | Ortsteil     | Vetschau/Spreewald          |
| Göritzer Mühle        | Chóricański Młyn   | Wohnplatz    | Vetschau/Spreewald          |
| Gosda                 | nicht offiziell    | Ortsteil     | Amt Altdöbern Luckaitztal   |
| Greschmühle           | Grěšowy Młyn       | Wohnplatz    | Amt Altdöbern Neupetershain |
| Groß Beuchow          | Buchow             | Ortsteil     | Lübbenau/Spreewald          |
| Groß Jehser           | Jazory             | Ortsteil     | Calau                       |
| Groß Klessow          | Klěšow             | Ortsteil     | Lübbenau/Spreewald          |
| Groß Lübbenau         | Lubń               | Ortsteil     | Lübbenau/Spreewald          |
| Groß Mehßow           | Změšow             | Ortsteil     | Calau                       |
| Groß Radden           | Radyń              | Gemeindeteil | Lübbenau/Spreewald          |
| Großkmehlen           | nicht offiziell    | Gemeindeteil | Amt Ortrand Großkmehlen     |
| Großkoschen           | Kóšyna             | Ortsteil     | Senftenberg                 |
| Großmühle             | Wjeliki Młyn       | Wohnplatz    | Calau                       |
| Großräschen           | nicht offiziell    | Stadt        | Großräschen                 |
| Großräschen Ost       | nicht offiziell    | Wohnplatz    | Großräschen                 |
| Grünewald             | nicht offiziell    | Gemeinde     | Amt Ruhland Grünewald       |
| Grünewalde            | nicht offiziell    | Ortsteil     | Lauchhammer                 |
| Guteborn              | nicht offiziell    | Gemeinde     | Amt Ruhland Guteborn        |
| Halangmühle           | Halankojc Młyn     | Wohnplatz    | Amt Altdöbern Neu-Seeland   |
| Heidehäuser           | nicht offiziell    | Wohnplatz    | Amt Ortrand Frauendorf      |
| Heinersdorf           | nicht offiziell    | Wohnplatz    | Amt Ortrand Kroppen         |
| Hermsdorf             | nicht offiziell    | Gemeinde     | Amt Ruhland Hermsdorf       |
| Herrnmühle            | nicht offiziell    | Wohnplatz    | Schipkau                    |
| Herschenzmühle        | nicht offiziell    | Wohnplatz    | Amt Ruhland Ruhland         |
| Hindenberg            | Želnjojce          | Ortsteil     | Lübbenau/Spreewald          |
| Hohenbocka            | nicht offiziell    | Gemeinde     | Amt Ruhland Hohenbocka      |
| Hörlitz               | nicht offiziell    | Ortsteil     | Schipkau                    |
| Hosena                | Hóznja             | Ortsteil     | Senftenberg                 |
| Hostenmühle           | Hozdny Młyn        | Wohnplatz    | Senftenberg                 |
| Jannowitz             | nicht offiziell    | Ortsteil     | Amt Ruhland Hermsdorf       |
| Jehschen              | Jažyn              | Wohnplatz    | Vetschau/Spreewald          |
| Jungs Mühle           | nicht offiziell    | Wohnplatz    | Großräschen                 |
| Kalkwitz              | Kałkojce           | Gemeindeteil | Calau                       |
| Karl-Marx-Siedlung    | nicht offiziell    | Wohnplatz    | Schipkau                    |
| Kaupen                | Kupy               | Wohnplatz    | Lübbenau/Spreewald          |
| Kemmen                | Kamjeny            | Ortsteil     | Calau                       |
| Kittlitz              | Dłopje             | Ortsteil     | Lübbenau/Spreewald          |
| Klein Beuchow         | Buchojc            | Gemeindeteil | Lübbenau/Spreewald          |
| Klein Klessow         | Klěšojc            | Gemeindeteil | Lübbenau/Spreewald          |
| Klein Mehßow          | Změšowk            | Gemeindeteil | Calau                       |
| Klein Radden          | Radyńc             | Ortsteil     | Lübbenau/Spreewald          |
| Kleinleipisch         | nicht offiziell    | Ortsteil     | Lauchhammer                 |
| Kleinkmehlen          | nicht offiziell    | Gemeindeteil | Amt Ortrand Großkmehlen     |
| Kleinkoschen          | Kóšynka            | Gemeindeteil | Senftenberg                 |
| Klettwitz             | nicht offiziell    | Ortsteil     | Schipkau                    |
| Knorraue              | Knorawa            | Wohnplatz    | Vetschau/Spreewald          |
| Koboldmühle           | Kobołtowy Młyn     | Wohnplatz    | Senftenberg                 |
| Kolonie Schönburgsau  | nicht offiziell    | Wohnplatz    | Amt Ruhland Ruhland         |
| Konzaks Horst         | Kóńcakojc Wótšow   | Wohnplatz    | Lübbenau/Spreewald          |
| Koßwig                | Kósojce            | Ortsteil     | Vetschau/Spreewald          |
| Kostebrau             | nicht offiziell    | Ortsteil     | Lauchhammer                 |
| Koyne                 | nicht offiziell    | Wohnplatz    | Lauchhammer                 |
| Krimnitz              | Kśimnice           | Ortsteil     | Lübbenau/Spreewald          |
| Kroppen               | nicht offiziell    | Gemeinde     | Amt Ortrand Kroppen         |
| Krügers Mühle         | nicht offiziell    | Wohnplatz    | Schipkau                    |
| Kunersdorf            | Chójany            | Wohnplatz    | Amt Altdöbern Neu-Seeland   |
| Kunzesiedlung         | nicht offiziell    | Wohnplatz    | Großräschen                 |
| Laasow                | Łaz                | Ortsteil     | Vetschau/Spreewald          |
| Lauchhammer           | nicht offiziell    | Stadt        | Lauchhammer                 |
| Lauchhammer-Mitte     | nicht offiziell    | Gemeindeteil | Lauchhammer                 |
| Lauchhammer-Ost       | nicht offiziell    | Gemeindeteil | Lauchhammer                 |
| Lauchhammer-Süd       | nicht offiziell    | Gemeindeteil | Lauchhammer                 |
| Lauchhammer-West      | nicht offiziell    | Gemeindeteil | Lauchhammer                 |
| Leeskow               | Lask               | Gemeindeteil | Amt Altdöbern Neu-Seeland   |
| Lehde                 | Lědy               | Ortsteil     | Lübbenau/Spreewald          |
| Leipe                 | Lipje              | Ortsteil     | Lübbenau/Spreewald          |
| Lichtenau             | Lichtnow           | Gemeindeteil | Lübbenau/Spreewald          |
| Lieske                | Lěska              | Gemeindeteil | Amt Altdöbern Neu-Seeland   |
| Lindchen              | Lindow             | Ortsteil     | Amt Altdöbern Neu-Seeland   |
| Lindenau              | nicht offiziell    | Gemeinde     | Amt Ortrand Lindenau        |
| Lindenfeld            | Lindojske Pólo     | Wohnplatz    | Amt Altdöbern Neu-Seeland   |
| Lindenhof             | Lipowy Dwór        | Wohnplatz    | Calau                       |
| Lipsa                 | nicht offiziell    | Gemeindeteil | Amt Ruhland Hermsdorf       |
| Lipten                | nicht offiziell    | Ortsteil     | Amt Altdöbern Bronkow       |
| Lobendorf             | Łoboźice           | Gemeindeteil | Vetschau/Spreewald          |
| Lübbenau/Spreewald    | Lubnjow/Błota      | Stadt        | Lübbenau/Spreewald          |
| Lubochow              | Lubochow           | Ortsteil     | Amt Altdöbern Neu-Seeland   |
| Lubochowmühle         | Lubochojski Młyn   | Wohnplatz    | Amt Altdöbern Neu-Seeland   |
| Luckaitz              | nicht offiziell    | Gemeindeteil | Amt Altdöbern Luckaitztal   |
| Lug                   | nicht offiziell    | Ortsteil     | Amt Altdöbern Bronkow       |
| Mallenchen            | Jazorce            | Gemeindeteil | Calau                       |
| Märkischheide         | Husoka             | Gemeindeteil | Vetschau/Spreewald          |
| Matzmühle             | nicht offiziell    | Wohnplatz    | Amt Ruhland Ruhland         |
| Meuro                 | nicht offiziell    | Ortsteil     | Schipkau                    |
| Missen                | Pšyne              | Ortsteil     | Vetschau/Spreewald          |
| Mittelhammer          | nicht offiziell    | Wohnplatz    | Lauchhammer                 |
| Mlode                 | Młoźe              | Ortsteil     | Calau                       |
| Muckwar               | nicht offiziell    | Ortsteil     | Amt Altdöbern Luckaitztal   |
| Naundorf              | Njabožkojce        | Ortsteil     | Vetschau/Spreewald          |
| Naundorf              | nicht offiziell    | Wohnplatz    | Schwarzheide                |
| Neu-Bückgen           | nicht offiziell    | Wohnplatz    | Großräschen                 |
| Neudöbern             | nicht offiziell    | Gemeindeteil | Amt Altdöbern Luckaitztal   |
| Neue Sorge            | nicht offiziell    | Wohnplatz    | Amt Ruhland Ruhland         |
| Neupetershain         | Nowe Wiki          | Gemeinde     | Amt Altdöbern Neupetershain |
| Neupetershain-Nord    | Wiki               | Gemeindeteil | Amt Altdöbern Neupetershain |
| Neustadt              | Nowe Město         | Wohnplatz    | Lübbenau/Spreewald          |
| Neustadt              | Nowe Město         | Wohnplatz    | Vetschau/Spreewald          |
| Niemtsch              | Nimješk            | Ortsteil     | Senftenberg                 |
| Obermühle             | nicht offiziell    | Wohnplatz    | Amt Altdöbern Luckaitztal   |
| Ogrosen               | Hogrozna           | Ortsteil     | Vetschau/Spreewald          |
| Ortrand               | nicht offiziell    | Stadt        | Amt Ortrand Ortrand         |
| Peickwitz             | Tśikojce           | Ortsteil     | Senftenberg                 |
| Peitzendorf           | nicht offiziell    | Gemeindeteil | Amt Altdöbern Altdöbern     |
| Plieskendorf          | Wjelchna           | Gemeindeteil | Calau                       |
| Pohlenzschänke        | Póleńcowa Kjarcma  | Wohnplatz    | Lübbenau/Spreewald          |
| Pritzen               | Pricyn             | Gemeindeteil | Amt Altdöbern Altdöbern     |
| Raddusch              | Raduš              | Ortsteil     | Vetschau/Spreewald          |
| Radduscher Buschmühle | Radušański Młyn    | Wohnplatz    | Vetschau/Spreewald          |
| Radduscher Kaupen     | Radušańske Kupy    | Wohnplatz    | Vetschau/Spreewald          |
| Radensdorf            | Radowańk           | Gemeindeteil | Calau                       |
| Ragow                 | Rogow              | Ortsteil     | Lübbenau/Spreewald          |
| Ranzow                | nicht offiziell    | Ortsteil     | Amt Altdöbern Altdöbern     |
| Reddern               | nicht offiziell    | Ortsteil     | Amt Altdöbern Altdöbern     |
| Redlitz               | Rědłojce           | Wohnplatz    | Lübbenau/Spreewald          |
| Repten                | Herpna             | Ortsteil     | Vetschau/Spreewald          |
| Ressen                | Rašyn              | Ortsteil     | Amt Altdöbern Neu-Seeland   |
| Rettchensdorf         | nicht offiziell    | Gemeindeteil | Amt Altdöbern Luckaitztal   |
| Reuden                | Rudna              | Gemeindeteil | Calau                       |
| Rochusthal            | Rochusowy Doł      | Gemeindeteil | Calau                       |
| Ruhland               | nicht offiziell    | Stadt        | Amt Ruhland Ruhland         |
| Rutzkau               | nicht offiziell    | Gemeindeteil | Amt Altdöbern Bronkow       |
| Saadow                | nicht offiziell    | Gemeindeteil | Amt Altdöbern Bronkow       |
| Saalhausen            | nicht offiziell    | Ortsteil     | Großräschen                 |
| Säritz                | Zarěc              | Gemeindeteil | Calau                       |
| Saßleben              | Zasłomjeń          | Ortsteil     | Calau                       |
| Schadewitz            | Škódow             | Gemeindeteil | Calau                       |
| Schäfers Mühle        | nicht offiziell    | Wohnplatz    | Großräschen                 |
| Scheddis              | Pśedejs            | Wohnplatz    | Lübbenau/Spreewald          |
| Schipkau              | nicht offiziell    | Ortsteil     | Schipkau                    |
| Schöllnitz            | nicht offiziell    | Ortsteil     | Amt Altdöbern Luckaitztal   |
| Schönfeld             | Tłukom             | Gemeindeteil | Lübbenau/Spreewald          |
| Schrakau              | Žrakow             | Gemeindeteil | Calau                       |
| Schwarzbach           | nicht offiziell    | Gemeinde     | Amt Ruhland Schwarzbach     |
| Schwarzheide          | nicht offiziell    | Stadt        | Schwarzheide                |
| Schwarzheide-Mitte    | nicht offiziell    | Wohnplatz    | Schwarzheide                |
| Schwarzheide-Ost      | nicht offiziell    | Wohnplatz    | Schwarzheide                |
| Schwarzheide-West     | nicht offiziell    | Wohnplatz    | Schwarzheide                |
| Sedlitz               | Sedlišćo           | Ortsteil     | Senftenberg                 |
| Sella                 | nicht offiziell    | Gemeindeteil | Amt Ruhland Grünewald       |
| Senftenberg           | Zły Komorow        | Stadt        | Senftenberg                 |
| Settinchen            | Žytym              | Gemeindeteil | Calau                       |
| Sorgenteich           | nicht offiziell    | Wohnplatz    | Amt Ruhland Guteborn        |
| Sornoer Buden         | Žarnojske Budy     | Wohnplatz    | Amt Altdöbern Neu-Seeland   |
| Staudemühle           | nicht offiziell    | Wohnplatz    | Schipkau                    |
| Stegschänke           | Pśidrozna Kjarcma  | Wohnplatz    | Calau                       |
| Stennewitz            | Šćenjojce          | Wohnplatz    | Lübbenau/Spreewald          |
| Stottoff              | Štotup             | Wohnplatz    | Lübbenau/Spreewald          |
| Stradow               | Tšadow             | Ortsteil     | Vetschau/Spreewald          |
| Stradow Ausbau        | Tšadojske Wutwaŕki | Wohnplatz    | Vetschau/Spreewald          |
| Stradower Mühle       | Tšadojski Młyn     | Wohnplatz    | Vetschau/Spreewald          |
| Suschow               | Zušow              | Ortsteil     | Vetschau/Spreewald          |
| Temposiedlung         | nicht offiziell    | Wohnplatz    | Großräschen                 |
| Tettau                | nicht offiziell    | Gemeinde     | Amt Ortrand Tettau          |
| Tiergartenhaus        | nicht offiziell    | Wohnplatz    | Amt Altdöbern Altdöbern     |
| Tornitz               | Tarnojsk           | Gemeindeteil | Vetschau/Spreewald          |
| Treuhandsiedlung      | nicht offiziell    | Wohnplatz    | Schipkau                    |
| Unterhammer           | nicht offiziell    | Wohnplatz    | Lauchhammer                 |
| Untermühle            | nicht offiziell    | Wohnplatz    | Amt Altdöbern Luckaitztal   |
| Vetschau/Spreewald    | Wětošow/Błota      | Stadt        | Vetschau/Spreewald          |
| Victoria              | nicht offiziell    | Wohnplatz    | Schwarzheide                |
| Vollsacksmühle        | Vollsackowy Młyn   | Wohnplatz    | Calau                       |
| Waidmannsruh          | nicht offiziell    | Wohnplatz    | Amt Ortrand Frauendorf      |
| Waldesruh             | nicht offiziell    | Wohnplatz    | Lauchhammer                 |
| Waldesruh             | nicht offiziell    | Wohnplatz    | Amt Ruhland Ruhland         |
| Waldfrieden           | nicht offiziell    | Gemeindeteil | Amt Altdöbern Altdöbern     |
| Waldhaus              | nicht offiziell    | Wohnplatz    | Amt Altdöbern Luckaitztal   |
| Waldrandsiedlung      | nicht offiziell    | Wohnplatz    | Amt Altdöbern Altdöbern     |
| Wandelhof             | nicht offiziell    | Wohnplatz    | Schwarzheide                |
| Weißag                | nicht offiziell    | Gemeindeteil | Amt Altdöbern Luckaitztal   |
| Welkmühle             | nicht offiziell    | Wohnplatz    | Lauchhammer                 |
| Werchow               | Wjerchownja        | Ortsteil     | Calau                       |
| Wilhelminensglück     | nicht offiziell    | Wohnplatz    | Schipkau                    |
| Wormlage              | nicht offiziell    | Ortsteil     | Großräschen                 |
| Woschkow              | nicht offiziell    | Ortsteil     | Großräschen                 |
| Wotschofska           | Wótšowska          | Wohnplatz    | Lübbenau/Spreewald          |
| Wüstenhain            | Huštań             | Gemeindeteil | Vetschau/Spreewald          |
| Zerkwitz              | Cerkwica           | Ortsteil     | Lübbenau/Spreewald          |
| Zinnitz               | Synjeńce           | Ortsteil     | Calau                       |
| Zollhaus              | Cłonica            | Wohnplatz    | Amt Altdöbern Neu-Seeland   |
| Zwietow               | Swětow             | Gemeindeteil | Amt Altdöbern Luckaitztal   |